# Pic de l'Evangeli
El Pic de l'Evangeli, o dels Evangelis és una muntanya de 906,8 m alt del terme comunal de Glorianes, de la comarca del Conflent, a la Catalunya del Nord.
És a la zona central-nord del terme de Glorianes, al nord del poble d'aquest nom. És també al nord, a prop, del Mas d'en Vila-seca, al sud-est del Camp del Falguer i al nord-oest del Coll de la Creu de Ferro.